# Vibe
 For alternative betydninger, se Vibe (flertydig). (Se også artikler, som begynder med Vibe)
Viben (latin: Vanellus vanellus) er en vadefugl, der yngler i Europa og Asien. I Danmark findes den på strandenge eller græsarealer med kreaturer, f.eks. på marsken ved Vadehavet, men trækker sydpå om vinteren. Tidligere var viben meget almindelig i Danmark, men den er gået kraftigt tilbage i det 20. århundrede på grund af landbrugets ændrede dyrkningsformer med bl.a. færre græsarealer. Ynglebestanden er vurderet som sårbar på den danske rødliste.
I Danmark kaldes Vanellus vanellus blot "vibe", men der findes mere end tyve andre vibe-arter i resten af verden.

## Udseende og stemme
Viben er omkring 30-32 centimeter, det vil sige samme størrelse som en due. Den kendes bedst på den sort-grønne fjerdragt, og fjertoppen, øverst på fuglens hoved. Kønnene er næsten ens af udseende. Stemmen er karakteristisk og kan gengives som kiiuviit-vit-vit.

## Adfærd
Allerede i midten af februar kommer viben til Danmark fra især Spanien og Frankrig. Viben yngler over hele landet. Om foråret udføres en akrobatisk, tumlende flugt over yngleområdet. De normalt 4 æg er olivengrønne med sorte pletter og lægges i april. Eventuelt senere kuld i maj, juni eller juli indeholder kun 2-3 æg. Vibens rede er en fordybning i vegetationen, som den laver med kroppen og fødderne. Den lever af insekter, edderkopper og små snegle.

## Stormen Inga
Under stormen "Inga" i januar 2005  blev omkring 2.000 viber blæst tværs over Nordsøen halvanden måned før tiden. Den helt ekstreme vestenvind rev en mængde fuglearter, der normalt ikke findes i Norden om vinteren, med sig og slyngede dem fra sig langsmed Norges kyst. Med en fart på over 100 km/t blev 2.000 viber blæst fra Storbritannien over til Norge. Allerede 12. januar, dagen efter "Ingas" hærgen, blev de første tre viber opdaget på Utsira; og 13. januar eksploderede det med mere end 1.000 observationer. Viben kan have prøvet at undvige stormområdet, men blevet overmandet af den stærke vind. Normalt vender viben tilbage til Norge i slutningen af februar, da de er afhængige af frostfri jord for at kunne grave insekter op. 

## Galleri
- På billedet en del af en stor flok på cirka 3.000 individer 2017 i Ystad.
- Vanellus vanellus
- En stor flok flyver forbi.